# Episodu' unu: Amenințarea faitonului
Episodu' unu: Amenințarea faitonului este albumul de debut al formației Fără Zahăr.

## Lista pieselor
1. „Sandu” - 4:52
2. „Hip-hop ș-așa” - 4:00
3. „Stella” - 3:50
4. „Manea (grosu' ș-arțăgosu')” - 3:39
5. „Ups, am înfundat din nou closetu'” - 5:30
6. „Fără zahăr” - 3:57
7. „D'la sate” - 4:30
8. „Idila ghiocelului sălbatic” - 5:19
9. „Hip-hop ș-așa (zoomix)” - 2:58